# Дайир
Дайи́р (каз. Дайыр) — село у складі Зайсанського району Східноказахстанської області Казахстану. Адміністративний центр Даїровського сільського округу.
Населення — 1665 осіб (2021; 1951 у 2009, 1989 у 1999, 2087 у 1989).
Національний склад станом на 1989 рік:
- казахи — 100 %

Станом на 1989 рік село називалось Даїрово.